# Malang Sarr
Malang Sarr, född 23 januari 1999, är en fransk fotbollsspelare som spelar för Lens.

## Karriär
Den 27 augusti 2020 värvades Sarr av Chelsea, där han skrev på ett femårskontrakt. Den 6 oktober 2020 lånades Sarr ut till Porto på ett låneavtal över säsongen 2020/2021. Den 10 augusti 2022 lånades Sarr ut till AS Monaco på ett säsongslån.
Den 26 juli 2024 värvades Sarr av Lens, där han skrev på ett tvåårskontrakt.